# Йон Калман Стефансон
Йон Калман Стефансон (роден на 17 декември 1963 г.) е исландски писател. През юни 2017 година идва в България да представи двата си романа „Между рая и ада“ и „Тъгата на ангелите“. 

## Биография
Йон Калман е роден в Рейкявик, и прекарва детството си там и в Кефлавик. От 1975 до 1982 г. живее в западна Исландия. През 1978 година, когато е на 15, спира да ходи на училище и започва работа във фабрика. Това е и моментът, когато започва да пише.  2 години по-късно се връща в училище и завършва успешно.
От 1986 до 1991 г. изучава литература в Исландския университет, но не завършва. По това време се занимава с водене на курсове в гимназии и писане статии за исландския вестник Morgunblaðið. Между 1992 и 1995 г. живее и работи на различни места в Копенхаген, Дания. След това се завръща в Исландия и работи като библиотекар за градската библиотека в Mosfellsbaer. Оттогава работи като независим автор в Исландия.
Четири пъти е номиниран за литературната награда на Северния съвет. През 2005 печели Исландксата литературна награда за романа си „Лятна светлина, а след нея пада нощ“. През 2011 печели шведската награда за литература на името на Пер Улов Енквист за романа си „Тъгата на ангелите“. 

### Романи (преведени на български)
- Himnaríki og helvíti (2007) / „Между рая и ада“ (Жанет 45, 2015)
- Harmur englanna (2009) / „Тъгата на ангелите“ (Жанет 45, 2017)

### Други романи
- Skurðir í rigningu (1996, „Ditches in rain“)
- Sumarið bakvið Brekkuna (1997, „The Summer Behind the Hill“)
- Birtan á fjöllunum (1999, „The Light on the Mountains“)
- Ýmislegt um risafurur og tímann (2001, „A Few Things about Giant Pines and Time“)
- Snarkið í stjörnunum (2003)
- Sumarljós og svo kemur nóttin (2005, „Summer Light and Then Comes the Night“)
- Hjarta mannsins (2011) / (2011, „The Heart of Man“)
- Fiskarnir hafa enga fætur (2013) / (2016, „Fish Have No Feet“)
- Eitthvað á stærð við alheiminn: ættarsaga (2015)
- Saga Ástu: Hvert fer maður ef það er engin leið út úr heiminum? (2017)

### Поезия
- Með byssuleyfi á eilífðina (1988)
- Úr þotuhreyflum guða (1989)
- Hún spurði hvað ég tæki með mér á eyðieyju (1993)